# Lista de prefeitos de São Joaquim do Monte
Esta é a lista de prefeitos e vice-prefeitos do município de São Joaquim do Monte, estado brasileiro de Pernambuco.
| Nº | Nome                                                  | Imagem                                                      | Partido | Vice-prefeito                                         | Início do mandato       | Fim do mandato                                        | Observações                                                                                             |
| 1  | Joaquim José de Lima                                  |                                                             | PRC     | Eliúson da Conceição Rocha (PRC)                      | 1º de fevereiro de 1920 | 31 de janeiro de 1926                                 | Intendente nomeado                                                                                      |
| 2  | José Alexandre da Silva                               |                                                             | PRC     | José Henriques de Araújo Sobrinho (PRC)               | 1º de fevereiro de 1926 | 31 de janeiro de 1931                                 | Intendente nomeado                                                                                      |
| 3  | José Henriques de Araújo Sobrinho                     |                                                             | PPB     | Durval Almeida Alves (PPB)                            | 1º de fevereiro de 1931 | 31 de janeiro de 1933                                 | Intendente nomeado                                                                                      |
| 4  | José Victorino de Carvalho                            |                                                             | PPB     | Conrado de Andrade Novaes (PPB)                       | 1º de fevereiro de 1933 | 31 de janeiro de 1939                                 | Intendente nomeado                                                                                      |
| 5  | Mário José Fernandes                                  |                                                             | PPB     | Vantuir Nunes Bezerra (PPB)                           | 1º de fevereiro de 1939 | 8 de março de 1947                                    | Intendente nomeado                                                                                      |
| 6  | Arthur César Franklin da Silva                        |                                                             | PSD     | Alcides Batista dos Santos (PTB)                      | 15 de novembro de 1947  | 15 de novembro de 1951                                | Prefeito eleito em sufrágio universal                                                                   |
| 7  | José César Lima                                       |                                                             | PSD     | Mário José Fernandes (PSD)                            | 15 de novembro de 1951  | 15 de novembro de 1955                                | Prefeito eleito em sufrágio universal                                                                   |
| 8  | Cícero César Franklin                                 |                                                             | PSD     | Alcides Batista dos Santos (PTB)                      | 15 de novembro de 1955  | 15 de novembro de 1959                                | Prefeito eleito em sufrágio universal                                                                   |
| 9  | Severino José de Menezes                              |                                                             | UDN     | Antônio Duarte de Melo Filho (PSP)                    | 15 de novembro de 1959  | 15 de novembro de 1963                                | Prefeito e vice eleitos em sufrágio universal                                                           |
| 10 | Antônio Manoel Berto                                  |                                                             | UDN     | João Tenório Vaz Cavalcanti (PSP)                     | 15 de novembro de 1963  | 31 de janeiro de 1969                                 | Prefeito e vice eleitos em sufrágio universal                                                           |
| 11 | Roldão Joaquim dos Santos                             |                                                             | ARENA-2 | Barnabé Roberto Monteiro (ARENA)                      | 31 de janeiro de 1969   | 14 de setembro de 1969                                | Prefeito e vice eleitos em sufrágio universal                                                           |
| 12 | Barnabé Roberto Monteiro                              |                                                             | ARENA-2 | Cargo vago                                            | 14 de setembro de 1969  | 31 de janeiro de 1973                                 | Vice-prefeito que assumiu o cargo em virtude da renúncia do titular                                     |
| 13 | Samuel Alves Cabral                                   |                                                             | ARENA-2 | Joel Cabral Cavalcanti (ARENA)                        | 31 de janeiro de 1973   | 4 de agosto de 1976                                   | Prefeito e vice eleitos em sufrágio universal                                                           |
| 14 | Joel Cabral Cavalcanti                                |                                                             | ARENA-2 | Cargo vago                                            | 4 de agosto de 1976     | 31 de janeiro de 1977                                 | Vice-prefeito que assumiu o cargo em virtude da cassação do titular, com base no Decreto-Lei nº201/1967 |
| 15 | José de Andrade Guedes                                |                                                             | ARENA   | Antônio Oliveira de Menezes (ARENA)                   | 31 de janeiro de 1977   | 19 de março de 1981                                   | Prefeito e vice eleitos em sufrágio universal                                                           |
| 16 | Antonio de Oliveira Menezes                           |                                                             | ARENA   | Cargo vago                                            | 19 de março de 1981     | 31 de março de 1983                                   | Vice-prefeito que assumiu o cargo em virtude do falecimento do titular                                  |
| 17 | João Tenório Vaz Cavalcanti                           |                                                             | PDS-2   | Pedro Paulo Cabral de Araújo (PDS)                    | 31 de março de 1983     | 1º de janeiro de 1989                                 | Prefeito e vice eleitos em sufrágio universal                                                           |
| 18 | José Abrantes Neto                                    |                                                             | PFL     | Manoel Cabral dos Santos (PDS)                        | 1º de janeiro de 1989   | 1º de janeiro de 1993                                 | Prefeito e vice eleitos em sufrágio universal                                                           |
| 19 | João Tenório Vaz Cavalcanti                           |                                                             | PFL     | Francisco da Silva Oliveira (PDS)                     | 1º de janeiro de 1993   | 1º de janeiro de 1997                                 | Prefeito e vice eleitos em sufrágio universal                                                           |
| 20 | Paulo Coelho Xavier                                   |                                                             | PTB     | Raimundo Nonato Frazão Sobrinho (PSB)                 | 1º de janeiro de 1997   | 1º de janeiro de 2001                                 | Prefeito e vice eleitos em sufrágio universal                                                           |
| 21 | João Tenório Vaz Cavalcanti                           |                                                             | PSDB    | Wálter Pedro de Araújo (PFL)                          | 1º de janeiro de 2001   | 1º de janeiro de 2005                                 | Prefeito e vice eleitos em sufrágio universal                                                           |
| 22 | José Lino da Silva Irmão, Zé Birro                    |                                                             | PDT     | Adalberto José dos Santos (PPS)                       | 1º de janeiro de 2005   | 1º de janeiro de 2009                                 | Prefeito e vice eleitos em sufrágio universal                                                           |
| 22 | José Lino da Silva Irmão, Zé Birro                    | Francisco de Assis Batista de Souza, Chico da Padaria (DEM) | PDT     | 1º de janeiro de 2009                                 | 1º de janeiro de 2013   | Prefeito reeleito e vice eleito em sufrágio universal | |
| 23 | João Tenório Vaz Cavalcanti Junior, Joãozinho Tenório |                                                             | PSDB    | José Abrantes Neto (PPS)/(PSB)                        | 1º de janeiro de 2013   | 1º de janeiro de 2017                                 | Prefeito e vice eleitos em sufrágio universal                                                           |
| 23 | João Tenório Vaz Cavalcanti Junior, Joãozinho Tenório | 1º de janeiro de 2017                                       | PSDB    | José Abrantes Neto (PPS)/(PSB)                        | 31 de dezembro de 2020  | Prefeito e vice reeleitos em sufrágio universal       | |
| 24 | Eduardo José de Oliveira Lins, Duguinha Lins          |                                                             | PSDB    | Gutenberg Coelho Coutinho de Araújo, Guto Coelho (PL) | 1° de janeiro de 2021   | 31 de dezembro de 2024                                | Prefeito e vice eleitos em sufrágio universal                                                           |
| 24 | Eduardo José de Oliveira Lins, Duguinha Lins          | 1° de janeiro de 2025                                       | PSDB    | Gutenberg Coelho Coutinho de Araújo, Guto Coelho (PL) | Atualidade              | Prefeito e vice reeleitos em sufrágio universal       | |